# Euroman Cometh
 (octobre 2012).
Si vous disposez d'ouvrages ou d'articles de référence ou si vous connaissez des sites web de qualité traitant du thème abordé ici, merci de compléter l'article en donnant les références utiles à sa vérifiabilité et en les liant à la section « Notes et références ».
Albums de Jean-Jacques Burnel
Fire and Water (Écoutez vos murs)
(1983)
Euroman Cometh est le premier album solo de Jean-Jacques Burnel, bassiste des Stranglers. Sorti en 1979, il a été enregistré pendant les sessions de Black and White, le 3e album du groupe, avec l'aide de l'ingénieur du son Alan Winstanley. Tous les titres ont été écrits et composés par JJ Burnel sauf Pretty Face qui est une reprise de The Beat Merchants et le texte d'Ozymandias qui est un poème de Percy Shelley.

## Liste des titres
1. Euroman
2. Jellyfish
3. Freddie Laker (Concorde and Eurobus)
4. Euromess
5. Deutschland Nicht Uber Alles
6. Do the European
7. Tout Comprendre
8. Triumph (of the Good City)
9. Pretty Face
10. Crabs
11. Eurospeed (Your Own Speed)

Lors de sa réédition en CD par le label Eastworld recordings (1998), 10 titres ont été rajoutés : la face B du 45 t Freddie Laker et un concert enregistré à Hemel Hempstead. 
1. Ozymandias
2. Ode to Joy/Do the European
3. Deutschland Nicht Uber Alles
4. Eurospeed
5. Crabs
6. Tout Comprendre
7. Freddie Laker (Concorde and Eurobus)
8. Jellyfish
9. Triumph (of the Good City)
10. Euroman

## Héritage musical
Euroman a été repris par Philippe Katerine sur l'album Katerine, Francis et ses peintres : 52 reprises dans l'espace sorti en 2011.